# Winter-Paralympics 1976
| Medaillenspiegel               | Medaillenspiegel | Medaillenspiegel | Medaillenspiegel | Medaillenspiegel | Medaillenspiegel |
| Platz                          | Land             | Goldmedaille     | Silbermedaille   | Bronzemedaille   | Gesamt           |
| ------------------------------ | ---------------- | ---------------- | ---------------- | ---------------- | ---------------- |
| 1                              | BR Deutschland   | 10               | 12               | 6                | 28               |
| 2                              | Schweiz          | 10               | 1                | 1                | 12               |
| 3                              | Finnland         | 8                | 7                | 7                | 22               |
| 4                              | Norwegen         | 7                | 3                | 2                | 12               |
| 5                              | Schweden         | 6                | 7                | 7                | 20               |
| 6                              | Österreich       | 5                | 16               | 14               | 35               |
| 7                              | Tschechoslowakei | 3                | –                | –                | 3                |
| 8                              | Frankreich       | 2                | –                | 3                | 5                |
| 9                              | Kanada           | 2                | –                | 2                | 4                |
| Vollständiger Medaillenspiegel |                  |                  |                  |                  |                  |

Die I. Winter-Paralympics wurden vom 21. bis 28. Februar 1976 in der schwedischen Stadt Örnsköldsvik ausgetragen. Die Paralympics sind die Olympischen Spiele für Menschen mit körperlicher Behinderung. Etwa 250 Athleten aus 16 Nationen nahmen an 52 Wettbewerben in den zwei Sportarten Ski Alpin und Skilanglauf teil. Außerdem gab es eine Demonstrations-Veranstaltung über Eisschlittenrennen.

## Teilnehmende Nationen
16 Nationen nahmen an den ersten Winter-Paralympics teil. Die meisten Sportler kamen aus der Bundesrepublik Deutschland, Österreich und den skandinavischen Ländern, aber es gab auch je einen Teilnehmer aus Uganda und Japan.
| Europa (189 Athleten aus 12 Nationen)                                     | Europa (189 Athleten aus 12 Nationen)                                        | Europa (189 Athleten aus 12 Nationen)                                 |
| ------------------------------------------------------------------------- | ---------------------------------------------------------------------------- | --------------------------------------------------------------------- |
| - Belgien* (5) - BR Deutschland* (32) - Finnland* (26) - Frankreich* (21) | - Großbritannien* (6) - Jugoslawien* (9) - Norwegen* (23) - Österreich* (24) | - Polen* (7) - Schweden* (16) - Schweiz* (15) - Tschechoslowakei* (5) |
| Amerika (7 Athleten aus 2 Nationen)                                       |                                                                              |                                                                       |
| - Kanada* (6)                                                             | - Vereinigte Staaten* (1)                                                    |                                                                       |
| Asien (1 Athlet aus 1 Nation)                                             |                                                                              |                                                                       |
| - Japan* (1)                                                              |                                                                              |                                                                       |
| Afrika (1 Athlet aus 1 Nation)                                            |                                                                              |                                                                       |
| - Uganda* (1)                                                             |                                                                              |                                                                       |
| (Anzahl der Athleten) * erstmalige Teilnahme an Winter-Paralympics        |                                                                              |                                                                       |

## Startklassen
Gestartet wurde in sieben Startklassen:
- I – stehend, einseitige Beinamputation oberhalb des Knies
- II – stehend, einseitige Beinamputation unterhalb des Knies
- III – stehend, einseitige Armamputation
- IV A – stehend, beidseitige Beinamputation unterhalb des Knies, leichte Zerebralparese oder vergleichbare Einschränkung
- IV B – stehend, beidseitige Armamputation
- A – Sehbehinderung, Vollblindheit (heute paralympische Startklasse B1)
- B – Sehbehinderung, weniger als 10 Prozent Sehschärfe

## Wettbewerbe
- Ski Alpin
- Skilanglauf